# Rödelseer Schloßberg
Rödelseer Schloßberg ist eine Großlage im Weinanbaugebiet Franken. Sie umfasst Weinlagen im sogenannten Steigerwaldvorland um Rödelsee im unterfränkischen Landkreis Kitzingen. Sie ist Teil der Bereiche MainSüden und Schwanberger Land.

## Geografische Lage und Geologie
Die Weinberge der Großlage Rödelseer Schloßberg ziehen sich in einem langen Bogen von Kitzingen-Sickershausen im Südwesten bis zum Gründleinsbach auf Kleinlangheimer Gemarkung im Nordosten. Mittelpunkt der Großlage ist der Schwanberg, der bereits zum Steigerwald gehört und den Übergang vom Mittelgebirge zu seinem Vorland bildet. Ursprünglich gehörten die Lagen der Großlage zum Bereich Maindreieck bzw. Steigerwald, seit 2017 sind sie Teil der neu geschaffenen Bereiche MainSüden und Schwanberger Land. Rödelsee bildet den geographischen Mittelpunkt des Gebietes, die meisten Lagen befinden sich um Wiesenbronn.
Insgesamt nimmt die Großlage eine Fläche von etwa 250 ha (1993) ein, was sie zu einer der größeren Großlagen des Anbaugebietes Franken macht. Naturräumlich sind die Weinberge im Steigerwaldvorland zu verorten. Die westlichen Lagen liegen in der Mainbernheimer Ebene, die als letztes flaches Gebiet vor dem Steigerwaldanstieg vom Ackerbau geprägt ist. Im Osten schließt sich das Schwanbergvorland an, das bereits sanft zu den Bergen ansteigt. Die Böden sind ähnlich differenziert: Im Westen ist Muschelkalk zu finden, während im Osten Keuper überwiegt. An den Lagen um den Schwanberg gibt es Gipsbeimischungen.

## Namensherkunft
Der Name Rödelseer Schloßberg bezieht sich, ähnlich wie der des Iphöfer Burgwegs auf das Schloss Schwanberg auf dem gleichnamigen Steigerwaldberg, der im Mittelpunkt der Großlage liegt. Das Schloss Crailsheim in Rödelsee wurde im 17. Jahrhundert als Wasserschloss errichtet und steht nicht auf einem Berg. Der Schwanberg war bereits in vor- und frühgeschichtlicher Zeit besiedelt und blieb auch während der fränkischen Kolonisation wichtiger Kult- und Mittelpunktsort. Im Mittelalter zog eine Wallfahrtskapelle Pilger zum Berg, sie wurde 1525 im Deutschen Bauernkrieg zerstört.

## Weinlagen
Die Liste der Weinlagen orientiert sich an einer Aufstellung aller bayerischen Weinlagen, die von der Regierung von Unterfranken herausgegeben wurde. Sie ist alphabetisch geordnet. In der zweiten Spalte sind die Gemarkungen vermerkt, auf denen die Weinlage zu finden ist. Weiterhin sind die Flächen der Weinlagen aufgeführt. Die Bodenbeschaffenheit und ihre überwiegende Zusammensetzung ist aus der Spalte Geologie ersichtlich. Anmerkungen enthalten wichtige historische Eckpunkte zu den einzelnen Lagen.
Insgesamt umfasst der Rödelseer Schloßberg elf Einzellagen. Mehrere Lagen ziehen sich über verschiedene Gemarkungen hin, wobei die Weinreben sich häufig auf einer Gemarkung konzentrieren (Beispiel Großlangheimer Schwanleite, Rödelseer Schwanleite). Allerdings sind die Weinlagen wesentlich eindeutiger zuzuordnen, als die der umgebenden Großlagen. Die Geokoordinate bezieht sich auf die größte Teilfläche der jeweiligen Lage. Eine Besonderheit ist die Lage der Weinlage Sickershäuser Storchenbrünnle im Bereich MainSüden; die meisten anderen Weinlagen der Großlage befinden sich im Bereich Schwanberger Land. Die Hoheimer Lage (ohne Namen) liegt in beiden Bereichen. Die Lage Julius-Echter-Berg gehört nur mit einer kleinen Fläche zur Großlage.
| Name der Weinlage     | Gemarkung(en) (Gemeinde)  | Fläche (Jahr) | Geologie    | Geokoordinate                    | Anmerkungen                                                                                           |
| --------------------- | ------------------------- | ------------- | ----------- | -------------------------------- | --- |
| Dornberg              | Mainbernheim              | unklar        | Muschelkalk | 49° 43′ 24,9″ N, 10° 12′ 36,4″ O | Bereich Schwanberger Land                                                                             |
| Geißberg              | Wiesenbronn               | 10 ha (2019)  | Keuper      | 49° 44′ 40,6″ N, 10° 18′ 53,1″ O | Bereich Schwanberger Land, insgesamt 21 Lagen wurden 1971 zum Geißhügel zusammengefasst               |
| Heller Berg           | Wiesenbronn               | 4 ha (2019)   | Keuper      | 49° 44′ 24″ N, 10° 18′ 59,6″ O   | Bereich Schwanberger Land, historische Lage                                                           |
| Julius-Echter-Berg    | Iphofen                   | 163 ha (2019) | Gipskeuper  | 49° 43′ 4,7″ N, 10° 15′ 53,6″ O  | Bereich Schwanberger Land, insgesamt sechs Lagen wurden 1971 zum Julius-Echter-Berg zusammengefasst   |
| Kiliansberg           | Großlangheim              | 65 ha (2019)  | Keuper      | 49° 44′ 11,2″ N, 10° 16′ 25,1″ O | Bereich Schwanberger Land, insgesamt mehr als 18 Lagen wurden 1971 zum Kiliansberg zusammengefasst    |
| Küchenmeister         | Rödelsee                  | 75 ha (2019)  | Gipskeuper  | 49° 43′ 26,3″ N, 10° 15′ 39,3″ O | Bereich Schwanberger Land, insgesamt 23 Lagen wurden 1971 zum Küchenmeister zusammengefasst           |
| Schwanleite           | Großlangheim, Rödelsee    | 38 ha (2019)  | Gipskeuper  | 49° 43′ 48,4″ N, 10° 15′ 58,8″ O | Bereich Schwanberger Land, insgesamt neun Lagen wurden 1971 zur Schwanleite zusammengefasst           |
| Storchenbrünnle       | Sickershausen (Kitzingen) | 7 ha (1993)   | Muschelkalk | 49° 43′ 20,9″ N, 10° 11′ 13,2″ O | Bereich MainSüden, insgesamt 10 Lagen wurden 1971 zum Storchenbrünnle zusammengefasst                 |
| Wachhügel             | Wiesenbronn               | 37 ha (2019)  | Keuper      | 49° 44′ 2,6″ N, 10° 17′ 9,3″ O   | Bereich Schwanberger Land, insgesamt wurden zehn Lagen 1971 zum Wachhügel zusammengefasst             |
| Wutschenberg          | Kleinlangheim             | 5 ha (2019)   | Keuper      | 49° 45′ 47,6″ N, 10° 18′ 50,6″ O | Bereich Schwanberger Land, insgesamt mehr als acht Lagen wurden 1971 zum Wutschenberg zusammengefasst |
| ohne Namen (Dornberg) | Hoheim (Kitzingen)        | unklar        | Muschelkalk | 49° 43′ 31,4″ N, 10° 12′ 35,3″ O | Bereich MainSüden, Bereich Schwanberger Land, Weinbau im Südosten der Gemarkung                       |